# Lawrence (groupe)
Pour les articles homonymes, voir Lawrence.
Lawrence est un groupe américain de pop-soul et de funk. Il est fondé par le duo fraternel Clyde et Gracie Lawrence, originaire de New York, qui composent et interprètent des chansons ensemble depuis leur enfance. Aujourd'hui, Lawrence regroupe huit musiciens et a sorti trois albums studio ainsi que plusieurs albums live et acoustiques.
Leur single à succès Don't Lose Sight utilisé dans une publicité internationale de Microsoft, a atteint le Top 20 des USA Shazam Pop Charts et le Top 40 des US Pop Radio Charts (classement le plus élevé de 2022 pour un single entièrement indépendant).

## Famille Lawrence
Clyde et Gracie Lawrence sont des frères et sœurs de trois ans et demi d'intervalle, qui créent de la musique et jouent ensemble depuis leur enfance. Leur père, Marc Lawrence, est cinéaste, scénariste et réalisateur, notamment connu pour les films Miss Détective et Le Come-Back. Leur jeune frère, Linus Lawrence, participe à certaines chansons du groupe (par exemple Come On, Brother sur leur album Breakfast ) et apparait dans des vidéoclips.

### Clyde Lawrence
Clyde est chanteur, pianiste, guitariste et auteur-compositeur. Il commence à écrire de la musique peu après avoir commencé à jouer du piano à l'âge de 4 ans. Il est diplômé de la Dalton School en 2011 et de l'Université Brown en 2015.
Alors que Marc Lawrence travaille sur le film Miss Détective, il n'est pas satisfait de ses options pour la chanson du concours de Miss États-Unis. À seulement cinq ans, Clyde écrit sa propre version de la chanson que les autres producteurs du film choisissent sans en connaître l'auteur. L'hymne du concours de Miss États-Unis composé par Clyde figure en bonne place dans le film et l'amène à devenir le plus jeune membre de la Songwriters Guild of America.
Pendant ses études secondaires à la Dalton School, Clyde continue de composer de la musique pour des films. Il compose des parties de la musique originale du film Le Come-Back, notamment le titre Dance With Me Tonight, une chanson interprétée par Hugh Grant. Il écrit deux morceaux, dont un qu'il a interprété lui-même, pour le film Où sont passés les Morgan ? (2009). Clyde écrit également des chansons pour les films Les mots pour lui dire (2014) et Landline (2017). Il compose aussi les chansons présentées dans l'épisode Broken Record de la saison 2 de la série Instinct (diffusé le 7 juillet 2019). Clyde, accompagné de Cody Fitzgerald, compose l'intégralité de la musique du film Noëlle (2019) produit par Disney+,.

### Gracie Lawrence
Gracie est chanteuse et actrice. Elle est diplômée de la Dalton School en 2015. Elle fréquente ensuite l'Université Brown après avoir pris une année sabbatique pour tourner avec le groupe. Gracie devait obtenir son diplôme de Brown en 2020, mais a depuis quitté l'université pour jouer avec Lawrence à plein temps.
En tant qu'actrice, elle joue à Broadway, à la télévision et au cinéma. En 2009, elle joue dans le spectacle de Broadway Brighton Beach Memoirs. Au cinéma elle interprète le rôle de Lucy Granger dans le film Où sont passés les Morgans ? et joue dans le film Baby-sitter malgré lui. À la télévision, elle apparait notamment dans les séries The Good Wife, The Americans, Younger et Billions. En 2018, elle apparait dans le casting principale de la série à suspense One Dollar (en) pour le rôle de Julie Gardner, aux côtés de Leslie Odom Jr. et de John Carroll Lynch.

## Lawrence

### Formation du groupe, The Clyde Lawrence Band
Pendant ses études à l'Université Brown, Clyde fonde un groupe initialement appelé The Clyde Lawrence Band dans lequel il assure le chant et les claviers. Le groupe est une formation tournante composée de divers étudiants de l'Université de Brown. Gracie, encore au lycée, joue parfois avec le groupe,. Le Clyde Lawrence Band se produit lors d'événements sur le campus ainsi que dans des lycées locaux et divers endroits du Nord-Est des États-Unis,.
En 2013, le Clyde Lawrence Band publie l'EP Homesick. Lorsque Gracie devient officiellement co-chanteuse après de nombreuses années à jouer ensemble, le groupe est renommé Lawrence.

### AlbumBreakfast
En 2016, Lawrence sort son premier album Breakfast. Il atteint la 6e place du classement iTunes R&B dès son premier jour de sortie. Produit par Eric Krasno, lauréat d'un Grammy, Breakfast comprend des apparitions musicales des membres de Snarky Puppy et Lettuce (en).

### AlbumLiving Room
Leur deuxième album, Living Room, sort en septembre 2018. Living Room atteint la deuxième place du classement iTunes R&B/Soul, et obtient une place dans la playlist New Music Friday de Spotify. Ce succès permet au groupe d'apparaitre pour la première fois à la télévision dans l'émission de fin de soirée Last Call with Carson Daly sur NBC. L'album Living Room présente des thèmes liés à l'enfance et aux problèmes familiaux. Il est coproduit par Clyde et Gracie Lawrence, les membres du groupe Jordan Cohen (saxophone ténor/baryton) et Jonny Koh (guitare) ainsi que le producteur Eli Crews basé à Brooklyn.

### Collaboration avec Jon Bellion
En février 2019, Lawrence annonce via ses réseaux sociaux que le groupe fera la première partie de Jon Bellion lors de sa tournée nationale de l'été 2019, le Glory Sound Prep Tour. En juin, Lawrence sort le premier de ses nombreux singles produits par Jon Bellion, Casualty. En juillet, Jon Bellion lance son propre label Beautiful Mind Records et signe Lawrence comme premier artiste. Bellion déclare que son intention avec ce nouveau label est de "prendre soin des artistes pour le reste de leur carrière" et de créer une famille de créateurs musicaux qu'il soutient et avec lesquels il collabore.

### AlbumHotel TV
En juillet 2021, Lawrence sort l'album Hotel TV, le premier du label Beautiful Mind Records. Jon Bellion coproduit et co-écrit les chansons avec Clyde, Gracie et leurs camarades Jordan Cohen et Jonny Koh. Le premier single de l'album, Don't Lose Sight, est utilisé dans une publicité internationale de Microsoft, ce qui le propulse dans le Top 20 des Shazam Pop Charts aux États-Unis. Le single atteint également la 33e place du Top 40 des radios et est diffusé sur plus de 100 stations à travers le pays. Le groupe interprète Don't Lose Sight à la télévision dans les émissions Jimmy Kimmel Live! et The Late Show with Stephen Colbert. C'est avec ce titre que Lawrence clôture ses deux sets au festival Coachella.
Le Hotel TV Tour, accompagne la sortie de l'album au travers d'une tournée dans 53 villes majeures d'Amérique du Nord. Il comprend des spectacles à guichets fermés au Terminal 5 de New York, à la House of Blues à Chicago, ainsi que deux soirées au Royale de Boston. À la suite de cela, le groupe effectue une tournée en tête d'affiche avec MisterWives.

### FestivalStaycation
En novembre 2022, Lawrence organise son propre festival de 3 nuits au Brooklyn Steel intitulé Staycation,. Chaque soirée a son propre thème (nuit de noces, nuit de l'an 2000 et nuit de New York) avec une scénographie et des costumes dédiés. Chaque soirée comporte deux premières parties suivis d'un set de deux heures de Lawrence. Lawrence interprète plus de 70 chansons différentes au cours des trois soirées à guichets fermés.

### Premières parties
Entre 2016 et 2022, Lawrence est apparu en première partie d'artistes tels que Lake Street Dive, Vulfpeck, Jon Bellion, Jacob Collier, Soulive (en), O.A.R (en), Bernhoft, AJR, Michael Franti & Spearhead et les Jonas Brothers.

## The Diner
Clyde Lawrence, Jordan Cohen et Jonny Koh forment également une équipe de production appelée The Diner. Travaillant aux côtés de Jon Bellion, ils écrivent et produisent de nombreuses chansons pour d'autres artistes, comme par exemple les titres Wings et Walls des Jonas Brothers, I Feel It de Jon Bellion et Burna Boy, Heartbeat de Shawn Mendes ou Missin U de Tori Kelly. The Diner co-écrit et produit également toute la musique de Lawrence.

## Engagements
En décembre 2022, Clyde Lawrence (chant, claviers) écrit un article publié par le New York Times a propos de la situation à laquelle les artistes sont confrontés dans l'industrie de la musique vivante à la suite de la fusion des entreprises Ticketmaster et Live Nation.
En janvier 2023, Clyde Lawrence et Jordan Cohen (saxophone, tour manager) sont invités à témoigner lors d'une audience de la commission judiciaire du Sénat des États-Unis à Washington, DC, sur le thème de la billetterie événementielle. Aux côtés d'autres professionnels de l'industrie et d'experts antitrust, ils témoignent de leurs expériences en tant que groupe jouant dans des salles appartenant à la société Live Nation à travers les États-Unis. Ils sont également intervenus sur ce sujet dans différents médias comme NBC News, Vice News, Politico, etc.

## Membres du groupe
Sept des huit membres de Lawrence ont fréquenté l'université Brown.
- Gracie Lawrence – chant principal, tambourin
- Clyde Lawrence – chant principal, claviers
- Sam Askin – batterie
- Sumner Becker – saxophone alto
- Jordan Cohen – saxophone ténor, saxophone baryton, chant de fond
- Michael Karsh – basse, chant de fond
- Jonny Koh – guitare, chant de fond
- Marc Langer – trompette, rap

## Discographie

### Albums studios
- 2016 : Breakfast| No  | Titre                            | Durée |
| --- | -------------------------------- | ----- |
| 1.  | Do You Wanna Do Nothing With Me? |       |
| 2.  | Alibi                            |       |
| 3.  | Play Around                      |       |
| 4.  | Me & You                         |       |
| 5.  | Where It Started From            |       |
| 6.  | Cold                             |       |
| 7.  | Shot                             |       |
| 8.  | Come on, Brother                 |       |
| 9.  | Wash Away                        |       |
| 10. | Misty Morning                    |       |
| 11. | Superficial                      |       |
| 12. | Oh No                            |       |
- Breakfast: Unscrambled (Acoustic Sessions) (2018)
- 2018 : Living Room| No  | Titre              | Durée |
| --- | ------------------ | ----- |
| 1.  | More               |       |
| 2.  | Friend or Enemy    |       |
| 3.  | Whoever You Are    |       |
| 4.  | Make a Move        |       |
| 5.  | Try                |       |
| 6.  | Try (Reprise)      |       |
| 7.  | The Heartburn Song |       |
| 8.  | Almost Grown       |       |
| 9.  | Probably Up        |       |
| 10. | Too Easy           |       |
| 11. | Limbo              |       |
| 12. | The Last Song      |       |
| 13. | And Many More      |       |
- The Live Album (Part 1) (2020)
- The Live Album (Part 2) (2021)
- 2021 : Hotel TV| No  | Titre                                   | Durée |
| --- | --------------------------------------- | ----- |
| 1.  | Don't Lose Sight                        |       |
| 2.  | Hotel TV                                |       |
| 3.  | Jet Lag                                 |       |
| 4.  | Casualty                                |       |
| 5.  | Freckles                                |       |
| 6.  | Thoughts from the ER (Silver Lining)    |       |
| 7.  | It's Not All About You                  |       |
| 8.  | Don't Move                              |       |
| 9.  | It's Gonna Be Me (feat. Brasstracks)    |       |
| 10. | The Weather                             |       |
| 11. | False Alarms (feat. Jon Bellion)        |       |
| 12. | Figure It Out (A Song Between Siblings) |       |
- 2024 : Family Business| No  | Titre                                    | Durée |
| --- | ---------------------------------------- | ----- |
| 1.  | Watcha Want                              |       |
| 2.  | Guy I Used To Be                         |       |
| 3.  | Do                                       |       |
| 4.  | Something In The Water                   |       |
| 5.  | Hip Replacement                          |       |
| 6.  | i'm confident that i'm insecure          |       |
| 7.  | Promotion                                |       |
| 8.  | 23                                       |       |
| 9.  | Circle Back                              |       |
| 10. | Death of Me                              |       |
| 11. | Funeral                                  |       |
| 12. | Family Business                          |       |
| 13. | Conflict Resolution (feat. Lee Lawrence) |       |

### EP
- Homesick (2013) (sous le nom The Clyde Lawrence Band)

### Single
- Do You Wanna Do Nothing With Me ? (2017)
- Misty Morning (2017)
- Probably Up (2018)
- Make A Move (2018)
- Casualty (2019)
- Casualty (Acoustic) (2019)
- It's Not All About You (2019)
- The Weather (2020)
- Quarantined With You (2020)
- Freckles (2020)
- Freckles (Live in LA) (2020)
- Don't Lose Sight (2021)
- False Alarms (with Jon Bellion) (2021)
- I'm Confident That I'm Insecure (2023)
- 23 (2023)